# Justicia homoea
Justicia homoea är en akantusväxtart som beskrevs av Emery Clarence Leonard. Justicia homoea ingår i släktet Justicia och familjen akantusväxter. Inga underarter finns listade i Catalogue of Life.